# Rinorea immersa
Rinorea immersa är en violväxtart som beskrevs av William Grant Craib. Rinorea immersa ingår i släktet Rinorea och familjen violväxter. Inga underarter finns listade i Catalogue of Life.